# Naro-Fominsky (quận)
Huyện Naro-Fominsky (tiếng Nga: ? райо́н) là một huyện hành chính tự quản (raion), của Tỉnh Moskva, Nga. Huyện có diện tích 1982 kilômét vuông, dân số thời điểm ngày 1 tháng 1 năm 2000 là 111400 người. Trung tâm của huyện đóng ở Naro-Fominsk.